# Battoulah

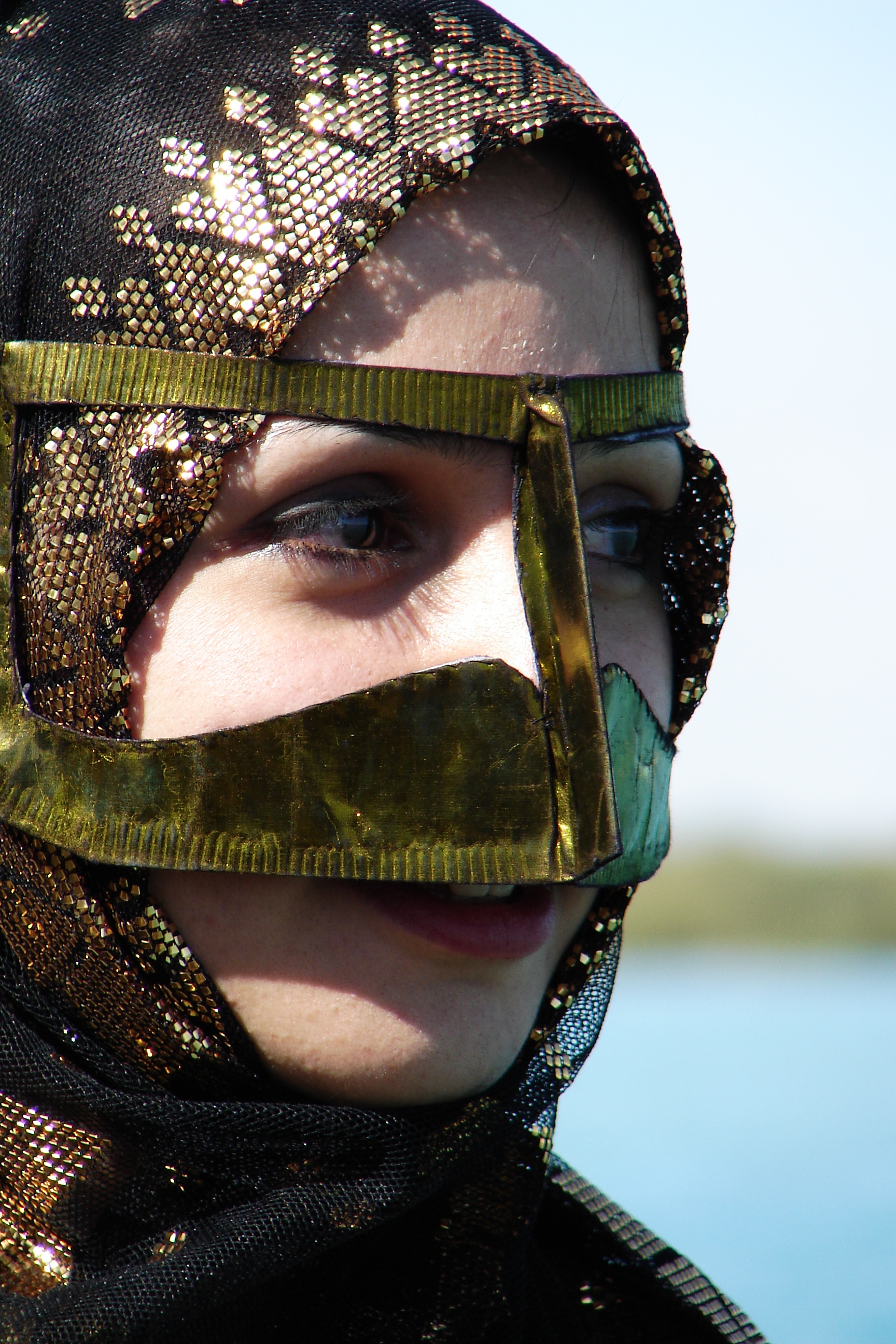
Nahaufnahme einer Frau im südlichen Iran, die die Battoulah trägt

Battoulah (arabisch البطولة, DMG al-baṭṭūla) ist eine Maske, die traditionell von muslimischen, arabischen Frauen in arabischen Staaten des Persischen Golfs, einschließlich Bahrain, Kuwait, Saudi-Arabien, Vereinigte Arabische Emirate, Oman und Katar, sowie im südlichen Iran getragen wird. Der Ursprung der Battoulah ist unbekannt, es wird jedoch angenommen, dass sie die östliche Arabische Halbinsel von Gujarat im späten 18. Jahrhundert erreicht hat.
Die Tradition ist bei den jüngeren Generationen weniger verbreitet, wird jedoch von Frauen ab 50 Jahren und denen, die in ländlichen Gegenden leben beibehalten.